# 2018年孟加拉国道路安全抗议活动
2018年孟加拉国道路安全抗议活动是孟加拉国始于2018年7月29日的一系列公共抗议活动，其目的在于改善道路安全，目前该活动仍在进行。该抗议活动由达卡两名高中生因为交通事故而死亡的事件所引发，当时他们被一辆无照驾驶的司机所驾驶的车辆在与另一辆车为争夺乘客而相互追逐时所撞倒。这起交通事故促使学生们要求更安全的道路安全和更严格的交通安全法规，并很快这个抗议活动就蔓延至孟加拉国全境。
抗议活动起初是和平进行的，但是情况在8月4日开始恶化。孟加拉国政府方面使用催泪瓦斯驱散抗议者，据信亲政府的青年组织成员则趁机袭击了抗议者和记者。政府随后逮捕了数名抗议者和一名摄影师，当时他们正在为海外国际媒体做采访报道。抗议活动发生后，许多知名人士乃至国际组织表达了对抗议者们的支持。而孟加拉国政府严厉镇压学生抗议者的做法在其国内和国际上都受到了强烈指责。
谢赫·哈西娜第三内阁在2018年8月6日通过了一项新的交通法案，规定故意杀人者将处以极刑；而因驾驶机动车造成意外并致人死亡的行为则只给予最高五年刑期的处罚。但是抗议者认为，五年刑期对于鲁莽驾驶而致使意外死亡的行为来说太轻了。

## 抗议背景
孟加拉国首都达卡的交通安全状况长期不佳，其巴士服务不受监管，交通事故发生率较高。根据孟加拉国全国保护航运、道路运输与铁路运输委员会（National Committee to Protect Shipping, Roads and Railways）的调查报告显示，2017年度，达卡全年所发生的交通事故共计造成4,200人死亡、16,100人受伤。据估计，2018年在达卡由不合格司机所驾驶的车辆大约有240余万辆。

## 抗议经过

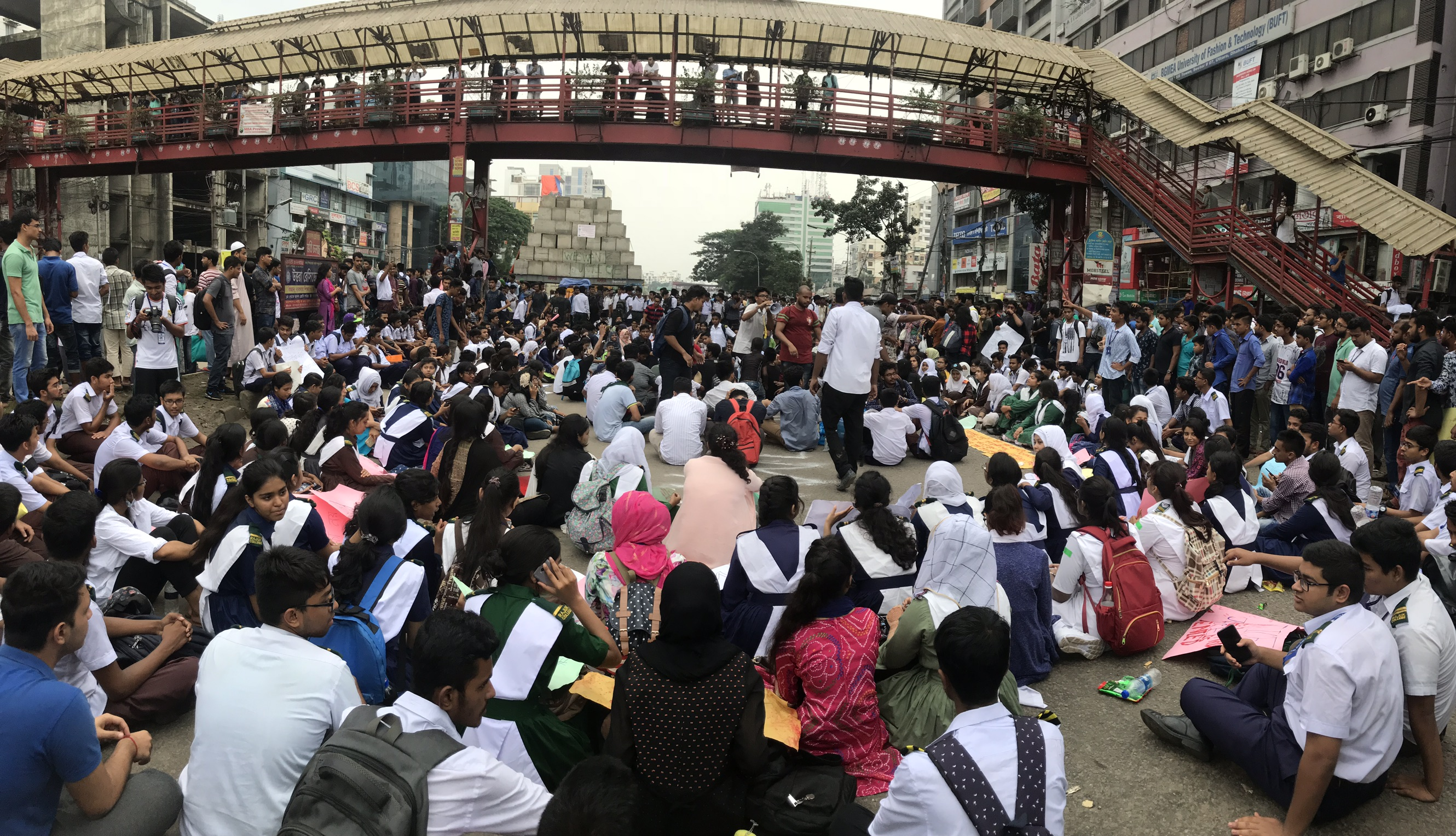
学生组织静坐以封锁道路

抗议活动于2018年7月29日开始，起因是两名沙希德·罗米茱汀寄宿学校（Shaheed Romijuddin Cantonment College）学生在达卡机场路旁的人行道上被一辆疾驰而来的巴士撞死。当时两辆公交巴士肆无忌惮地在公路上竞速飞驰，其中一辆公交巴士冲向人行道，当下造成2人死亡和12人受伤。数百名学生因此涌入街头抗议，要求公正处理这起案件。肇事巴士由贾巴尔-e-努尔客运公司（Jabal-e-Nur Paribahan）运营，但所有权归沙哈达特·霍森（Shahadat Hossain）所有，而霍森本人在稍后则被逮捕。后来发现有三辆公交巴士参与到这起事故，因而三辆巴士的司机与两名助手都被逮捕。
数小时后，记者采访了船运部长兼孟加拉国公路运输工人协会（Bangladesh Road Transport Workers Federation）执行主席沙贾汗·汗。他表示道：“在印度马哈拉施特拉邦发生的一起公路交通事故里，有33人因此丧生；但他们是否做了和我们一样的事情呢？”他的言论和笑容受到了人民的强烈批评，并引发了其他地区的抗议，抗议者纷纷要求他引咎辞职。

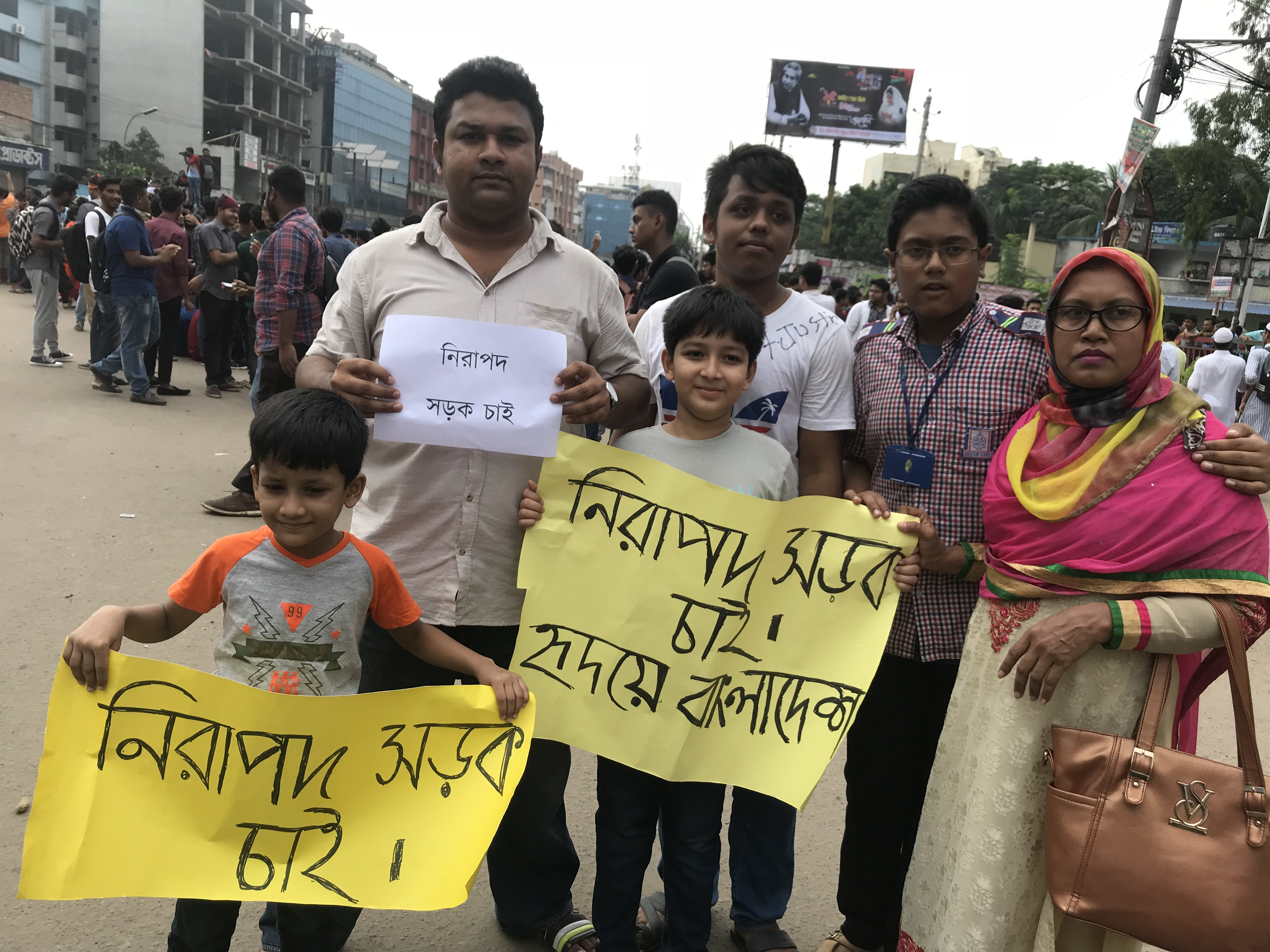
各年龄团体的孟加拉人为道路安全而抗议

抗议很快就蔓延到达卡以外的城市和地区。抗议者大多是13岁到19岁的学生，他们封锁了主要地区的道路并检查来往此地的全国各地不同车辆的法律文件和健康证明。有民权组织的成员对抗议活动表达了声援。尽管政府宣布自8月2日起关闭全国所有教育机构，但是抗议活动还是持续到了第五日。
利亚斯·卡彻是孟加拉国电影演员、道路安全活动家和“我们要安全道路”活动的创始人，他表达了8月3日在达卡启动人链抗议活动的支持。2018年8月6日，孟加拉国国内无论是公立还是私立大学的学生都参与到其中，在全国各地举行了抗议示威活动。在达卡，孟加拉国警方使用催泪瓦斯和橡皮子弹来驱散抗议人群。大约有40名学生因此受伤，同时还有10人在靠近私立大学校园的区域被逮捕。2018年8月7日，数百名记者在国家新闻俱乐部（National Press Club）门外组织了一个大型人链，要求惩处那些针对报道抗议活动的记者而采取攻击行动的孟加拉学生联盟成员；同时也要求惩罚那些针对学生抗议者的袭击。

## 针对抗议者与记者的报复与袭击
学生抗议者与收集抗议新闻的记者遭到了亲政府支持者的攻击，据称这些攻击者是执政党的附随学生组织孟加拉学生联盟的成员。在达卡，约有115名学生和15名记者受伤。
一家当地的新闻报纸报道，其报社的三名记者遭到了殴打，并且还有一名女记者在8月4日采访抗议活动的时候遭到了孟加拉学生联盟男性成员的骚扰。当地记者还报道他们的相机遭到了破坏，而他们的手机也被没收。他们还声称他们被迫删除了手机内有关抗议活动时的暴力视频。
孟加拉国警方向抗议人群发射了催泪瓦斯和橡皮子弹，同时用警棍驱散抗议人群，这造成了许多人受伤。交通部部长拜杜尔·卡德尔否认了所有有关袭击抗议者的指控。执政的孟加拉国人民联盟的一名高层指控有身穿校服的凶徒混入到抗议人群中，但这些指控未被证实。

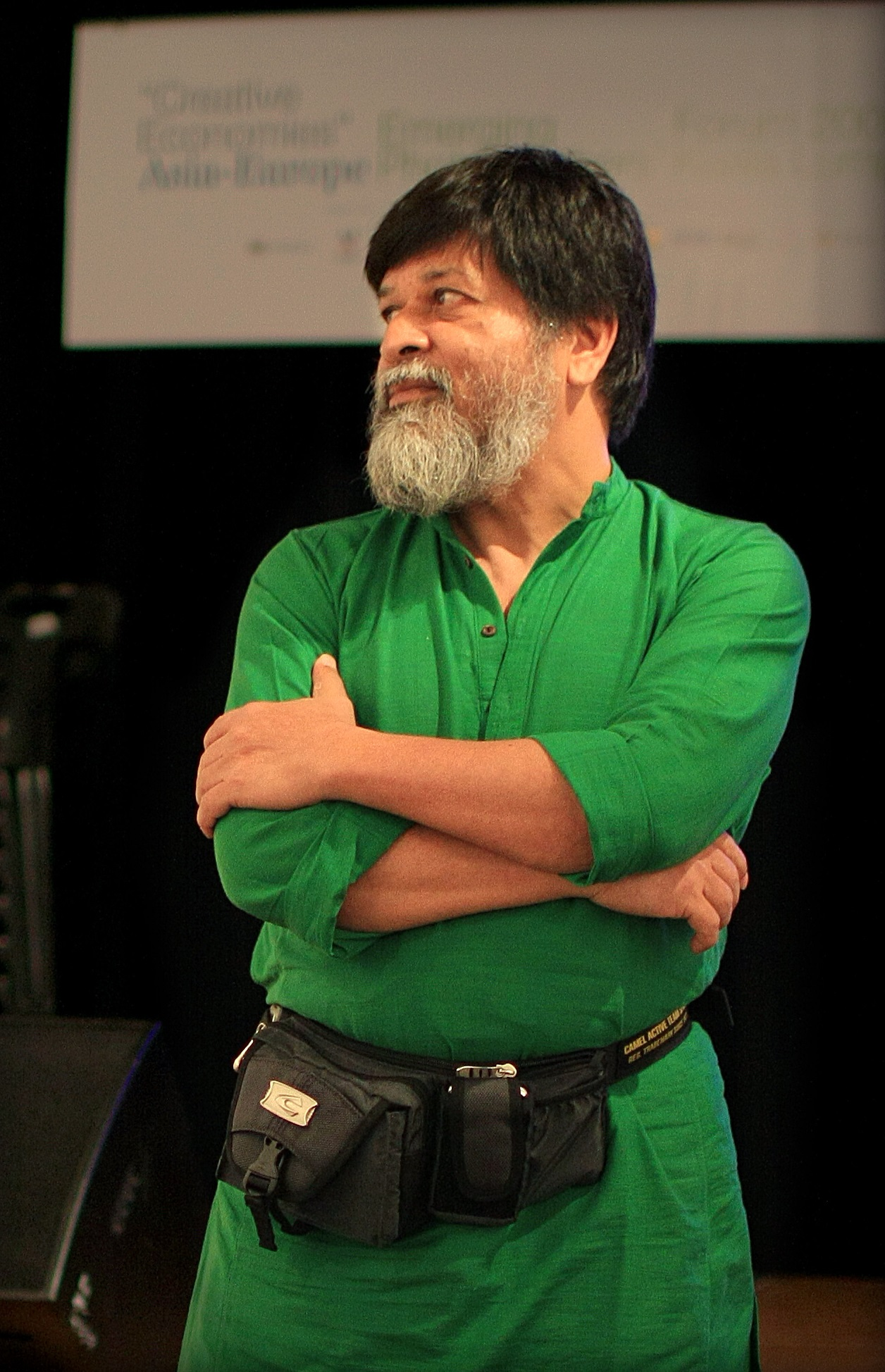
摄影师兼德里克图片图书馆创始人沙希杜尔·阿拉姆因在接受半岛电视台采访时谈及抗议事件而被逮捕。

社交媒体上的帖子宣称，有四名比尔·什雷斯塔·诺·默罕穆德公立学校的女生被带到孟加拉国人民联盟的办公室并被孟加拉学生联盟的成员强奸。然而这些报道至今仍然未被证实，同时遭到了孟加拉学生联盟领导的否认。一些涉嫌事件，包括强奸，后来都被描述为社交媒体的谣言。
8月4日，一群骑摩托车的武装暴徒袭击了美国驻孟加拉国大使玛西亚·贝尼加特所乘坐的公务车，但所幸无人受伤。
8月5日，孟加拉国警方再度使用催泪瓦斯驱散由大中专院校学生组成的抗议人群。孟加拉国总理谢赫·哈西娜敦促抗议学生回家，她表示担心有“第三方”会破坏抗议活动并对学生的安全造成威胁。至少有六位摄影记者，这其中包括美联社、《商业资讯日报（The Daily Bonik Barta）》、《人民之声日报》的记者及其他自由记者，他们都被孟加拉恰特拉联盟的成员在达卡用铁棒、大砍刀及棍棒袭击。执法人员就在袭击事件附近，但是他们并没有出面阻止袭击者。袭击者试图夺走受害者的相机与手机，并威胁其他持有相机的人士。
在接受了半岛电视台在抗议现场的采访之后，摄影师沙希杜尔·阿拉姆在8月5日被30至35名便衣警察拘留。阿拉姆被当局以《信息与通信技术法》第57条起诉，并被还押7日。他告诉法庭他被警察拘留期间遭受了酷刑。孟加拉国最高法院在8月7日停止了对阿拉姆的还押，同时在检查了他的身体之后命令当局必须将阿拉姆送进医院接受治疗。阿拉姆于8月8日被送往医院。
8月6日，东西大学的学生在上午稍晚时候的抗议活动中封锁了该校前方的道路，随即他们遭到了一群不明人士的手杖袭击。当地居民表示，执政党的工会附随组织“志愿者联盟（Shecchashebok League）”的成员就是袭击者之一。警方发射催泪瓦斯驱散抗议人群。《黎明日报》的通讯员纳斯琳·阿赫塔尔·黍米（Nasrin Akhtar Shumi）在她的手机上记录了暴力视频，但是警方将她的手机抢走并将她带至警察哨所前且要求她删除所有视频。据称，警察还向亲政府的青年组织寻求帮助，以对抗抗议者。
当22名抗议学生在8月7日被孟加拉国警方逮捕时，学生亲属表达了他们的沮丧，但是他们并没有与警方发生冲突。8月8日，警方搜查了有大量学生居住的住宅区，但是没有人在这次搜查行动中被捕。

## 官方回应
虽然孟加拉国总理谢赫·哈西娜女士尚未就此事件做出任何官方声明，但是内政部长阿萨杜泽曼·汗·卡马尔在8月2日的新闻发布会上称，总理要求学生停止抗议活动并返回校园。而教育部建议孟加拉国境内所有的教育机构在8月2日关闭，以控制持续的学生抗议浪潮。教育部长努鲁尔·伊斯拉姆·纳希德表示，这一决定是基于安全问题而作出的。达卡大都会警察局网络犯罪部针对29名个人和在线新闻门户网站进行立案调查，理由是他们分享了有关拉姆纳警局抗议活动的相关新闻及媒体素材。私人电视频道Ekattor电视台由于在全国电视节目上播出了学生抗议的镜头而收到了新闻部的警告函。
8月3日，孟加拉国政府向事故中的遇害者家庭捐赠了价值200万孟加拉塔卡的储蓄凭证。
8月4日，政府以阻止在线传播错误讯息为由中断移动互联网接入达24小时。互联网服务提供商被政府要求将移动互联网的速度限制为1.28Kbps，以阻止相关图片或视频被上传至互联网。内政部长阿萨杜泽曼·汗·卡马尔宣布，“如果超出限制”，警方会对激动的学生采取“强硬行动”。
8月5日，蜂窝网络3G与4G网络被当局再度以“阻止错误讯息在网络大规模传播”为由而切断，并因此导致通讯临时中断。
8月6日，内阁会议通过一项新的交通法案，建议对故意杀人处以极刑，而对因机动车事故而致人意外死亡的行为判处最高五年的有期徒刑。

## 国际回应

### 国际组织
- 联合国：对孟加拉国儿童和青年为提高道路安全而进行的抗议活动表示关切。[8]

- 欧洲联盟：对遭受袭击的学生和记者表示关注。[9]

### 别国政府
- 美国：美国驻孟加拉国大使馆（英语：Embassy of the United States, Dhaka）发表声明，谴责针对学生抗议者所采取的行动。[73]

- 瑞典：瑞典外交大臣瑪戈特·瓦爾斯特倫表达了她对达卡所目睹之暴力场景的关注，并呼吁尊重和平抗议的权利。

- 加拿大：加拿大驻孟加拉国高级公署（The High Commission of Canada to Bangladesh）表达了加拿大对行使其权力之学生安全的关注，并呼吁“对侵犯这些民主权利的人”采取行动。[74]

### 非政府组织
- 救助儿童会：总部位于英国伦敦的救助儿童会敦促政府满足学生的需求，并确保这些抗议学生的安全。[75]

- 國際特赦組織：国际特赦组织发表声明，呼吁释放活动家和摄影师沙希杜尔·阿拉姆，并结束对学生抗议者的镇压。[76]

- 国际笔会：国际笔会也发表声明，要求立即释放摄影师。[77]

- 无国界记者：无国界记者组织敦促政府保护那些参与新闻自由的人。[78]

- 人权观察：总部位于美国纽约的人权观察组织批评孟加拉国政府“非法攻击”学生抗议者并封锁人民的“和平批评”。[79]